# Jízdní doba
Jízdní doba je časový úsek, který potřebuje dopravní prostředek pro překonání vzdálenosti mezi dvěma sousedními body (např. zastávkami, dopravnami apod.) na určené trase dopravního prostředku. Součet jízdních dob mezi výchozím a cílovým bodem jízdy dopravního prostředku se nazývá celková jízdní doba. Určení jízdních dob je potřebné pro přípravu grafikonu dopravy nebo jízdního řádu.